# Simen Melhus
Simen Melhus (1º giugno 1990) è un giocatore di calcio a 5 e calciatore norvegese, centrocampista del Brodd.

## Carriera

### Calcio a 5

#### Club
Melhus ha giocato nel Ganddal dal 2011 al 2013. La stagione successiva l'ha giocata invece nell'Øvre Steinar. Nel 2014-2015 ha giocato invece nel Suppelaget.

#### Nazionale
Melhus ha rappresentato la Nazionale norvegese affiliata alla AMF.

### Calcio

#### Club
Dopo aver giocato nelle giovanili del Bryne, è entrato a far parte di quelle del Viking. Ha giocato una sola partita in prima squadra con questa maglia: il 6 agosto 2008 ha sostituito Tommy Høiland nella sconfitta per 3-2 maturata sul campo dello Strømsgodset, in una sfida valida per il quarto turno del Norgesmesterskapet. È rimasto in squadra fino al 2009.
A febbraio 2010 è passato allo Stavanger, in 2. divisjon. Nell'estate dello stesso anno, Melhus si è allenato con il Bryne ed è stato successivamente messo sotto contratto. Il 22 agosto ha così esordito in 1. divisjon, schierato titolare nella sconfitta interna per 0-1 contro il Ranheim. Il 7 novembre ha segnato la prima rete, nel pareggio per 2-2 contro il Fredrikstad. Ha chiuso la stagione con 11 presenze ed una rete.
A marzo 2011, Melhus ha firmato per il Tønsberg. L'anno successivo è stato invece in forza al Randaberg. Ha debuttato con questa casacca il 14 aprile 2012, schierato titolare nella sconfitta interna per 0-1 contro il Vindbjart. Il 16 giugno ha segnato la prima rete, nella sconfitta per 2-1 contro l'Odd Grenland 2. Ha chiuso l'annata con 17 presenze e 2 reti tra tutte le competizioni, con il Randaberg che nel frattempo è retrocesso in 3. divisjon.
Nel 2013, Melhus è passato all'Ålgård. Ha disputato la prima partita in campionato per la nuova squadra il 13 aprile, schierato titolare nella vittoria per 2-0 sull'Arna-Bjørnar. Il 17 aprile ha segnato la prima rete, in una sfida valida per il primo turno del Norgesmesterskapet, nel pareggio per 5-5 contro l'Egersund, maturato dopo i tempi supplementari. Il 28 luglio 2014 ha firmato per il Sola, in 3. divisjon. Nel finale di stagione ha contribuito alla promozione in 2. divisjon della squadra.
Nel 2016 è passato al Førde.

#### Nazionale
Melhus ha rappresentato la Norvegia a livello Under-15, Under-17 e Under-18.

## Statistiche

### Presenze e reti nei club (calcio a 5)
Statistiche aggiornate al 1º aprile 2017.
| Stagione       | Club           | Campionato     | Campionato | Campionato | Coppe nazionali | Coppe nazionali | Coppe nazionali | Coppe continentali | Coppe continentali | Coppe continentali | Supercoppe | Supercoppe | Supercoppe | Totale | Totale |
| Stagione       | Club           | Comp           | Pres       | Reti       | Comp            | Pres            | Reti            | Comp               | Pres               | Reti               | Comp       | Pres       | Reti       | Pres   | Reti   |
| -------------- | -------------- | -------------- | ---------- | ---------- | --------------- | --------------- | --------------- | ------------------ | ------------------ | ------------------ | ---------- | ---------- | ---------- | ------ | ------ |
| 2011-2012      | Ganddal        | 1D             | ?          | ?          | -               | -               | -               | -                  | -                  | -                  | -          | -          | -          | ?      | ?      |
| 2012-2013      | Ganddal        | 1D             | ?          | ?          | -               | -               | -               | -                  | -                  | -                  | -          | -          | -          | ?      | ?      |
| Totale Ganddal | Totale Ganddal | Totale Ganddal | ?          | ?          |                 | -               | -               |                    | -                  | -                  |            | -          | -          | ?      | ?      |
| 2013-2014      | Øvre Steinar   | 1D             | ?          | ?          | -               | -               | -               | -                  | -                  | -                  | -          | -          | -          | ?      | ?      |
| 2014-2015      | Suppelaget     | 1D             | ?          | ?          | -               | -               | -               | -                  | -                  | -                  | -          | -          | -          | ?      | ?      |
| Totale         | Totale         | Totale         | ?          | ?          |                 | ?               | ?               |                    | 2                  | 0                  |            | -          | -          | ?      | ?      |

### Presenze e reti nei club (calcio)
Statistiche aggiornate al 1º aprile 2017.
| Stagione       | Club          | Campionato    | Campionato | Campionato | Coppe nazionali | Coppe nazionali | Coppe nazionali | Coppe continentali | Coppe continentali | Coppe continentali | Supercoppe | Supercoppe | Supercoppe | Totale | Totale |
| Stagione       | Club          | Comp          | Pres       | Reti       | Comp            | Pres            | Reti            | Comp               | Pres               | Reti               | Comp       | Pres       | Reti       | Pres   | Reti   |
| -------------- | ------------- | ------------- | ---------- | ---------- | --------------- | --------------- | --------------- | ------------------ | ------------------ | ------------------ | ---------- | ---------- | ---------- | ------ | ------ |
| 2008           | Viking        | ES            | 0          | 0          | CN              | 1               | 0               | CU                 | 0                  | 0                  | -          | -          | -          | 1      | 0      |
| 2009           | Viking        | ES            | 0          | 0          | CN              | 0               | 0               | -                  | -                  | -                  | -          | -          | -          | 0      | 0      |
| Totale Viking  | Totale Viking | Totale Viking | 0          | 0          |                 | 1               | 0               |                    | 0                  | 0                  |            | -          | -          | 1      | 0      |
| feb.-ago. 2010 | Stavanger     | 2D            | ?          | ?          | CN              | ?               | ?               | -                  | -                  | -                  | -          | -          | -          | ?      | ?      |
| ago.-dic. 2010 | Bryne         | 1D            | 11         | 1          | CN              | -               | -               | -                  | -                  | -                  | -          | -          | -          | 11     | 1      |
| 2011           | Tønsberg      | 2D            | ?          | ?          | CN              | ?               | ?               | -                  | -                  | -                  | -          | -          | -          | ?      | ?      |
| 2012           | Randaberg     | 2D            | 16         | 2          | CN              | 1               | 0               | -                  | -                  | -                  | -          | -          | -          | 17     | 2      |
| 2013           | Ålgård        | 2D            | 26         | 2          | CN              | 1               | 1               | -                  | -                  | -                  | -          | -          | -          | 27     | 3      |
| gen.-lug. 2014 | Ålgård        | 2D            | 12         | 1          | CN              | 1               | 0               | -                  | -                  | -                  | -          | -          | -          | 13     | 1      |
| Totale Ålgård  | Totale Ålgård | Totale Ålgård | 38         | 3          |                 | 2               | 1               |                    | -                  | -                  |            | -          | -          | 40     | 4      |
| lug.-dic. 2014 | Sola          | 3D            | 3+         | 1+         | CN              | -               | -               | -                  | -                  | -                  | -          | -          | -          | 3+     | 1+     |
| 2015           | Sola          | 2D            | 22         | 0          | CN              | 2               | 0               | -                  | -                  | -                  | -          | -          | -          | 24     | 0      |
| Totale Sola    | Totale Sola   | Totale Sola   | 25+        | 1+         |                 | 2               | 0               |                    | -                  | -                  |            | -          | -          | 27+    | 1+     |
| 2016           | Førde         | 2D            | 26         | 0          | CN              | 2               | 0               | -                  | -                  | -                  | -          | -          | -          | 28     | 0      |
| 2017           | Brodd         | 3D            | 0          | 0          | CN              | 0               | 0               | -                  | -                  | -                  | -          | -          | -          | 0      | 0      |
| Totale         | Totale        | Totale        | 116+       | 7+         |                 | 8+              | 1+              |                    | 0                  | 0                  |            | -          | -          | 126+   | 8+     |